# Carl Sagan
Carl Edward Sagan (n. 9 noiembrie 1934, New York City, New York, SUA – d. 20 decembrie 1996, Seattle, Washington, SUA) a fost un cunoscut astronom și astrofizician evreu-american, care a adus o mare contribuție la promovarea și popularizarea științei. A fost pionier al exobiologiei și fondator al programului de căutare a inteligenței în Univers (SETI - Search for Extra-Terrestrial Intelligence). Este cunoscut în lumea întreagă datorită cărților sale cu temă științifică, dar mai ales datorită serialului de televiziune Cosmos: Călătorie în Univers, cel mai vizionat program al televiziunii PBS înainte de 1990. Odată cu acest serial a fost publicată și o carte cu același nume. Sagan a scris și romanul Contact care a fost ecranizat în 1997, având-o în rolul principal pe actrița Jodie Foster. A fost de asemenea autor, coautor sau editor a peste 20 de cărți, și a publicat peste 600 de lucrări științifice și articole.
O mare parte din cariera sa și-a petrecut-o pe postul de profesor de astronomie la Universitatea Cornell, unde s-a și ocupat de Laboratorul de Studii Planetare.
Acesta a primit numeroase premii printre care se număra și un Pulitzer pentru non-ficțiune, câștigat prin intermediul cărtii sale The Dragons of Eden (Dragonii Edenului).
El a fost căsătorit de trei ori și a avut cinci copii. Sagan a murit din cauza pneumoniei, asociată cu cancer (myelodysplasia), pe data de 20 decembrie 1996, la vârsta de 62 de ani.

## Educația și cariera științifică
Sagan a urmat cursurile Universității din Chicago unde în anul 1960, acesta și-a obținut doctoratul în astronomie și astrofizică. Din 1962 până în 1968, acesta a lucrat la Smithsonian Astrophysical Observatory (Observatorul muzeului Smithsonian) din Cambridge, Massachusetts.
Până în 1968, a predat și a făcut cercetare în cadrul Universității Harvard, până când s-a mutat la Universitatea Cornell din Ithaca, New York, devenind un profesor cu normă întreagă abia în anul 1971.
Sagan a lucrat în asociere cu programul spațial al S.U.A încă de la conceperea acestuia în anii 1950', unde printre sarcinile sale a fost și aceea de a instrui astronauții participanți la misiunile Apollo.

## Realizările științifice
Contribuțiile lui Sagan au fost vitale pentru descoperirea temperaturilor de la suprafața planetei Venus. În viziunea sa, Venus a fost uscată și foarte fierbinte, intrând astfel în contradicție cu paradisul imaginat de cei dinaintea sa. El a investigat emisiile radio venite dinspre Venus și a ajuns la concluzia că suprafața avea o temperatură de 500 °C (900 °F).
Sagan este recunoscut în principal datorită cercetărilor sale asupra vieții extraterestre.

## In memoriam
Pentru a onora activitatea științifică a lui Sagan, astronomul E. Bowell a numit 2709 Sagan asteroidul descoperit pe 21 martie 1982.

## Cărți și media

### Operele lui Carl Sagan
- Sagan, Carl, Jonathon Norton Leonard și editorii revistei Life, Planete. Time, Inc., 1966
- I.S. Shklovskii coautor, Viața inteligentă din Univers. Random House, 1966, 509 pagini
- OZN: O dezbatere științifică. Cornell University Press, 1972, 310 pagini
- Comunicarea cu Inteligențe Extraterestre. MIT Press, 1973, 428 pagini
- Sagan, Carl, Marte și Mintea omenirii. Harper & Row, 1973, 143 pagini
- Jerome Agel, coautor, Legătura cosmică: O perspectivă extraterestră. Anchor Press, 1973, ISBN 0-521-78303-8, 301 pagini
- Creierul lui Broca: Reflecții asupra științei romanțate. Ballantine Books, 1974, ISBN 0-345-33689-5, 416 pagini, sau versiunea românească, Editura Politică, colecția Idei contemporane, 1987
- Alte lumi. Bantam Books, 1975
- Sagan, Carl, Murmure de pe Pământ: Înregistrările de pe spația interstelară Voyager. Random House, ISBN 0-394-41047-5, 1978
- Dragonii din Eden: speculații pe marginea evoluției inteligenței umane. Ballantine Books, 1978, ISBN 0-345-34629-7, 288 pagini
- Cosmos. Random house, 1980. Random House New Edition, May 7 2002, ISBN 0-375-50832-5, 384 pagini
- Sagan, Carl et. al. Noaptea nucleară: lumea după un răyboi nuclear. Sidgwick & Jackson, 1985
- Ann Druyan, coautor, Comet. Ballantine Books, 1985, ISBN 0-345-41222-2, 496 pagini
- Contact. Simon and Schuster, 1985; ediția a doua august 1997 Doubleday Books, ISBN 1-56865-424-3, 352 pagini
- Richard Turco coautor, O cale negândită de nimeni: iarna nucleară și sfârșitul cursei înarmării. Random House, 1990, ISBN 0-394-58307-8, 499 pgini
- Ann Druyan, coautor, Umbre ale strămoșilor uitați: o căutare de sine. Ballantine Books, October 1993, ISBN 0-345-38472-5, 528 pagini
- Un palid punct albastru: O viziune a viitorului omenirii în spațiu. Random House, noiembrie 1994, ISBN 0-679-43841-6, 429 pagini
- Lumea bântuită de demon: știința ca o lumânare în întuneric. Ballantine Books, martie 1996, ISBN 0-345-40946-9, 480 pagini
- Ann Druyan, coautor, Miliarde și miliarde: gânduri despre viață și moarte pe marginea noului mileniu. Ballantine Books, June 1997, ISBN 0-345-37918-7, 320 pagini
- Varietăți ale experienței științifice: o privire personală a căutării lui Dumnezeu. 1985 Gifford lectures, Penguin Press, 2006, ISBN 1-59420-107-2, 304 pagini

#### Traduceri în limba română
- Creierul lui Broca, traducere Gh. Stratan & als., București, Editura Politică, 1989;
- Balaurii raiului; considerații asupra evoluției inteligenței umane, traducere Anca Boldor, Ploiești, Elit, 1996.
- Cosmos, traducere Alexandru Anghel, Editura Herald, București, 2014.
- Lumea și demonii ei: știința ca lumină în întuneric, traducere Alexandru Anghel, Editura Herald, București, 2015.
- Un palid punct albastru, traducere Walter Florescu, Editura Herald, București, 2016.